# يومان في نيويورك (فلم)
يومان في نيويورك (بالإنجليزية: 2 Days in New York) هو فيلم كوميدي تم إنتاجه في بلجيكا وفرنسا وصدر في سنة 2012. الفيلم من إخراج جولي دلبي.

## الميزانية والإيرادات
حقق أرباحا تقدر بـ 615,848">http://www.boxofficemojo.com/movies/?page=main&id=2daysinnewyork.htm</ref></a> (U.S. only) 1,020,582">http://www.boxofficemojo.com/movies/intl/?page=&country=00&wk=2012W13&id=_f2DAYSINNEWYORK01</ref></a> (Worldwide) دولار.

## روابط خارجية
- مقالات تستعمل روابط فنية بلا صلة مع ويكي بيانات